# Serrat de les Roques
El Serrat de les Roques és una serra situada al municipi de Cabó a la comarca de l'Alt Urgell, amb una elevació màxima de 1.092 metres.